# Saccopharynx paucovertebratis
Saccopharynx paucovertebratis és el nom científic d'una espècie de peix abisal pertanyent al gènere Saccopharynx. És una espècie batipelàgica que habita en la zona oriental de l'oceà Atlàntic, a l'oest de Madeira.